# Perditorulus camelloides
Perditorulus camelloides är en stekelart som beskrevs av Christer Hansson 2004. Perditorulus camelloides ingår i släktet Perditorulus och familjen finglanssteklar.
Artens utbredningsområde är Ecuador. Inga underarter finns listade i Catalogue of Life.